# Dur-Šarukin
Dur-Šarukin (također translit. Dur-Sharrukin, Dur-Šharru-ukin, sirjački ܕܘܪ ܫܪܘ ܘܟܢ , ara. دور شروكين ; "Sargonova tvrđava", "Dom Sargonov"), bivši je asirski glavni grad u vrijeme kralja Sargona II. Nalazi se na mjestu današnjeg sela Khorsabada u sjevernom Iraku, u Ninivskom guverneratu. Grad se nalazi 15 km sjeveroistočno od Mosula, u Ninivskoj ravnici. Dio je Asirske domovine.
Kao svoje središte asirski kralj Sargon II. izabrao je Ninivu (današnji Mosul u Iraku), umjesto tradicionalne asirske prijestolnice Ašura. Godine 713. pr. Kr. Sargon II. dao je podići novi grad. Nazvao ga je po sebi, Dur-Šarukin (Dom Sargonov), 20 km sjeverno od Ninive. Oko grada poduzeti su značajni radovi na obrađivanju zemlje i sadnji maslina, bubući da je u Asiriji nedostajalo ulja. Grad je bio četverokutnog tlocrta, a protezao se na površini od 1760 x 1635 metara. Djelomično su ga naseljavali ratni zarobljenici pod nadzorom asirskih službenika, koji su morali paziti na redovito plaćanje danka bogovima i kralju. Kraljevska se obitelj preselila u Dur-Šarukin 706. pr. Kr., premda grad još nije bio sasvim dovršen. U palači u Dur-Šarukinu isklesan je u reljefima pohod Sargona II. protiv zemlje Urartu iz 714. pr. Kr. Sargona II. naslijedio je sin Sanherib (704. – 681. pr. Kr.) i njegovom je odlukom Niniva postala prijestolnicom Asirije. 
Arheolozi su istraživali ovo područje sredinom 19. stoljeća. 
Dana 8. ožujka 2015. stigla su izvješća da je ISIL razbijao i pljačkao Dur-Šarukin, prema kurdskoj službenoj osobi iz Mosula Saeedu Mamuziniju. Istog je dana iračko ministarstvo za turizam i starine pokrenulo istragu.

## Vanjske poveznice
- Dur-Šarukin Hrvatska enciklopedija
- Khorsabad Relief Project – Oriental Institute  Arhivirana inačica izvorne stranice od 14. veljače 2014. (Wayback Machine)
- New York Public Library  Arhivirana inačica izvorne stranice od 11. listopada 2012. (Wayback Machine)